# O Susto
O Susto é um romance de Agustina Bessa-Luís publicado em 1958.
Nesta obra a escritora imagina o encontro entre dois tipos de poetas, confrontando o emocional Teixeira de Pascoaes (que Agustina conheceu bem) ao cerebral Álvaro de Campos, um dos heterónimos de Fernando Pessoa.
O Susto remete para o protagonista da primeira das 5 biografias escritas por Pascoaes, São Paulo. 

## Personagens
- José Maria Midões - protagonista, escreve as suas memórias numa obra que não viria a terminar. Morre longe de casa, vítima de uma pneumonia[2].